# Corcelles-le-Jorat
Corcelles-le-Jorat é uma comuna da Suíça, situada no distrito de Broye-Vully, no cantão de Vaud. Tem 7,94 km² de área e sua população em 2018 foi estimada em 445 habitantes.